# Морозово (Волосовский район)
Моро́зово (фин. Morosova) — деревня в Большеврудском сельском поселении Волосовского района Ленинградской области.

## История
Упоминается на карте Санкт-Петербургской губернии Я. Ф. Шмидта 1770 года как деревня Морозова.
На карте Санкт-Петербургской губернии Ф. Ф. Шуберта 1834 года — как деревня Морозово из 24 крестьянских дворов.

МОРОЗОВО — деревня принадлежит статской советнице Порюс-Визапурской, число жителей по ревизии: 88 м. п., 88 ж. п. (1838 год)

Согласно карте Ф. Ф. Шуберта в 1844 году деревня Морозово состояла из 24 дворов.
В пояснительном тексте к этнографической карте Санкт-Петербургской губернии П. И. Кёппена 1849 года она записана как деревня Morosowa (Морозово) и указано количество её жителей на 1848 год: савакотов — 29 м. п., 23 ж. п., всего 52 человека, а также указано, что «русских столько же».

МОРОЗОВО — деревня владельческая при колодце, по левую сторону 1-й Самерской дороги, число дворов — 28, число жителей: 95 м. п., 108 ж. п. (1862 год)

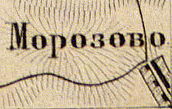
Деревня Морозово на карте 1863 года

Согласно материалам по статистике народного хозяйства Ямбургского уезда 1887 года имение при селении Морозово площадью 161 десятина принадлежало лифляндскому уроженцу М. А. Рейнбергу, имение было приобретено в 1875 году за 1700 рублей.
По данным Первой переписи населения Российской империи 1897 года в Морозовском сельском обществе числилась деревня Морозово — 28 дворов, 83 души и 3 души без надела.
В конце XIX — начале XX века деревня административно относилась к Яблоницкой волости 1-го стана Ямбургского уезда Санкт-Петербургской губернии. Население деревни было смешанным — финско-русским.
В 1904 году на хуторах близ деревни проживали 48 эстонских переселенцев.
В 1917 году деревня Морозово входила в состав Яблоницкой волости Ямбургского уезда.
С 1917 по 1924 год деревня Морозово входила в состав Морозовского сельсовета Молосковицкой волости Кингисеппского уезда.
С 1924 года в составе Крякковского сельсовета.
Согласно данным переписи населения СССР 1926 года в деревне Морозово проживали 172 человека, большинство русские, а также финны.
С августа 1927 года в составе Молосковицкого района.
С 1928 года в составе Морозовского сельсовета.
С 1931 года в составе Волосовского района.
По данным 1933 года деревня Морозово являлась административным центром Морозовского сельсовета Волосовского района, в который входили 12 населённых пунктов: деревни Волна, Выползово, Городня, Кряково, Лопец, Малая Александровка, Морозово, Муликово, Новое Рагулово, Сумск, Худачево; посёлок Кряково, общей численностью населения 1654 человека.
По данным 1936 года в состав Морозовского сельсовета входили 13 населённых пунктов, 404 хозяйства и 8 колхозов.

Деревня Морозово на карте 1940 года

Согласно топографической карте РККА 1940 года деревня насчитывала 37 дворов.
Деревня была освобождена от немецко-фашистских оккупантов 30 января 1944 года.
С 1954 года в составе Курского сельсовета.
С 1963 года в составе Кингисеппского района.
С 1965 года вновь в составе Волосовского района. В 1965 году население деревни Морозово составляло 143 человека.
По данным 1966 года деревня Морозово также находилась в составе Курского сельсовета.
По данным 1973 и 1990 годов деревня Морозово входила в состав Остроговицкого сельсовета.
В 1997 году в деревне Морозово проживали 47 человек, деревня относилась к Остроговицкой волости, в 2002 году — 41 человек (русские — 90 %), в 2007 году — 37 человек.
В мае 2019 года деревня вошла в состав Большеврудского сельского поселения.

## География
Деревня находится в западной части района на автодороге 41А-186 (Толмачёво — автодорога «Нарва»).
Расстояние до административного центра поселения — 6 км.
Расстояние до ближайшей железнодорожной станции Молосковицы — 23 км.

## Демография
| 1862 | 2002 | 2007 | 2010 | 2017 |
| ---- | ---- | ---- | ---- | ---- |
| 203  | ↘41  | ↘37  | ↗38  | ↗59  |

### Национальный состав
Согласно данным Всероссийской переписи населения 2021 года в деревне проживали 83 человека, из них:
 русские — 82, узбеки — 1 человек.